# Palmqvist (svensk adelsätt)
Palmqvist är en svensk utdöd adelsätt från Västergötland.

## Historia
Släkten härstammade från kammarrådet Gustaf Berg (1622–1689) som adlades 1660 på Stockholms slott av kung Karl XI. Ätten introducerades på Riddarhuset samma år som adlig släkt nummer 1030. Gustaf Berg var son till Erik Gustafsson (död 1627), arrendator av kronans inkomster i Marks och Kinds härader, och bror till Erik Berg som adlades 1682 med namnet Gyllenberg.
Den sist levande medlemmen i adliga ätten Palmqvist nr 670, Magnus Palmqvist, upphöjdes till friherre år 1712, varvid den adliga ätten utslocknade.

### Kända medlemmar
- Erik Palmqvist (1650–1676), tecknare, son till Gustaf Berg
- Johan Palmqvist (1650-talet–1716), diplomat, son till Gustaf Berg och bror till Erik ovan

## Friherrliga ätten Palmqvist
Generalmajoren av infanteriet Magnus Palmqvist, upphöjdes till friherre år 1712.
Den friherrliga ätten utslocknade den 24 februari 1995. 

### Kända medlemmar
- Magnus Palmqvist (1660–1729), arméofficer och friherre,  son till Gustaf Berg och bror till Erik och Johan ovan
- Fredrik Palmqvist (1720–1771), matematiker och friherre, son till Magnus Palmqvist ovan
- Magnus Daniel Palmqvist (1761–1834), sjöofficer
- Fredrik Georg Stiernklo-Lillienberg-Palmqvist (1801—1861), kapten, instiftade Palmqvistska fonden till Stockholms befästande
- Karl Palmqvist (1856–1920), matematiker